# Jan Rusinek

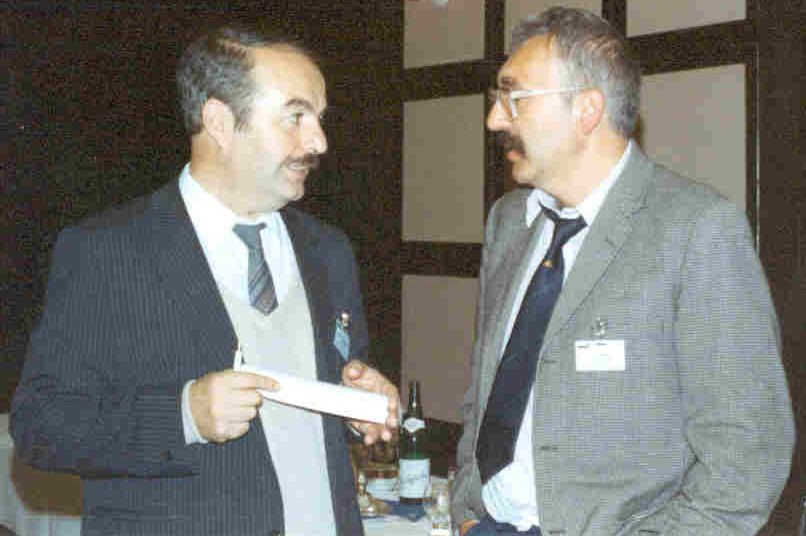
Die Studienkomponisten Dawit Gurgenidse und Jan Rusinek (rechts) auf der PCCC-Tagung 1993 in Bratislava

Jan Rusinek (* 2. Dezember 1950 in Kraków) ist ein polnischer Schachstudienkomponist und Mathematiker.

## Redakteur
Ab 1971 war Rusinek Redakteur der Rubrik für Schachkomposition in der polnischen Monatszeitschrift Szachy. Nachdem 1990 diese Zeitschrift ihr Erscheinen einstellte, setzte er diese Tätigkeit noch einige Zeit in der neu gegründeten Monatszeitschrift Szachista fort.
1983 wurde Rusinek Internationaler Preisrichter für Schachkomposition und 1992 Großmeister für Schachkomposition.
In den 1990er Jahren war Rusinek Delegierter Polens auf den PCCC-Tagungen.

## Schachkomposition
Rusinek publizierte weit über 100 Kompositionen. Davon erhielten 30 Auszeichnungen.
Nach eigenen Aussagen sieht er sich als Studienkomponist, Ausflüge auf andere Gebiete der Schachkomposition waren der Notwendigkeit geschuldet, Lücken für sein Land in den Mannschaftskompositionswettbewerben zu schließen.
|   | a | b | c | d | e | f | g | h |   |
| 8 |   |   |   |   |   |   |   |   | 8 |
| 7 |   |   |   |   |   |   |   |   | 7 |
| 6 |   |   |   |   |   |   |   |   | 6 |
| 5 |   |   |   |   |   |   |   |   | 5 |
| 4 |   |   |   |   |   |   |   |   | 4 |
| 3 |   |   |   |   |   |   |   |   | 3 |
| 2 |   |   |   |   |   |   |   |   | 2 |
| 1 |   |   |   |   |   |   |   |   | 1 |
|   | a | b | c | d | e | f | g | h |   |

Lösung:

Die Hauptvariante enthält eine Allumwandlung:

1. h7–h8D+ Doppelangriff Dd4-xh8 (1. h7–h8T+? reicht nicht wegen Kf8–e7 nebst baldigem Matt.)

2. g6–g7+ Gabel Dh8xg7

3. h6xg7+ Kf8–e7

4. a6–a7 Lc4–a6+ 4. … Lc4–d5 5. g7–g8D Ld5xg8 6. a7–a8D Sd7xb6+ 7. Kc8–b7 Sb6xa8 8. Kb7xa8 Lg8–e6 6. Ka8–b8 und Schwarz muss für den Bauern eine Figur geben.

5. b6–b7 Sc3–e4 5. … Sc3–b5 (droht 6. Sb5–d6 matt) wird mit 6. g7–g8S+ Ke7–e8 7. Sg8–f6+ beantwortet, denn Sd7xf6 verliert wegen 8. a7–a8D.

6. g7–g8S+! Ke7–e8

7. Sg8–f6+ Se4xf6 Nun verliert 8. a7–a8D Sf6–d5 nebst Sd5–e7 matt.

8. a7–a8L! Sd7–e5 8. … Sf6–d5 patt.
9. Kc8–b8 Se5–c6+

10. Kb8–c8 La6–f1 11. b7–b8D? wird matt nach Lf1–a6+ 12. Db8–b7 Sf6–e4 13. Db7xa6 Se4–d6#. 11. b7–b8S ist nicht besser: Sc6–e7+ 12. Kc8–b7 Lf1–g2+ 13. Kb7–a7 (13. Sb8–c6 Lg2xc6+ 11. Kb7–a7 Lc6–d7) Se7–c8+ 14. Ka7–a6 Lg2xa8.

11. b7–b8T! Lf1–a6+

12. Tb8–b7 Sf6–e4 patt

## Privat
Rusinek ist habilitierter Mathematiker.

## Werke
- Jan Rusinek: Mały słownik kompozycji szachowej. RSW "Praza-Książka-Ruch" Młodzieżowa Agencja Wydawnicza, Warszawa, 1986
- Władysław Rosolak; Jan Rusinek: Najpięknniejsze polskie miniatury. RSW "Praza-Książka-Ruch" Młodzieżowa Agencja Wydawnicza, Warszawa, 1986
- Jan Rusinek: Siła "slabych" promocji. RSW "Praza-Książka-Ruch" Młodzieżowa Agencja Wydawnicza, Warszawa, 1987
- Jan Rusinek: Wspólne idee. Kompozxcja - gra praktyczna. RSW "Praza-Książka-Ruch" Młodzieżowa Agencja Wydawnicza, Warszawa, 1987
- Jan Rusinek; Piotr Ruszczyński: 64 Polish Chess Compositions. (ohne Verlagsangabe), 1989
- Jan Rusinek: Sto kompozycji szachowych. Wydawnictwo Literackie i Medyczne Aula Medycyna, Podkowa Leśna, 1991. ISBN 83-85275-02-9